# Myrmecia simillima
Myrmecia simillima är en myrart som beskrevs av Smith 1858. Myrmecia simillima ingår i släktet bulldoggsmyror, och familjen myror. Inga underarter finns listade i Catalogue of Life.